# Roger Salengro
Pour les articles homonymes, voir Salengro.
Roger Salengro, né le 30 mai 1890 à Lille et mort le 17 novembre 1936 dans la même ville, est un homme politique français.
Député socialiste du Nord et maire de Lille, il devient en juin 1936 ministre de l'Intérieur du gouvernement Blum. Il se suicide en novembre de la même année, après avoir été la cible d'une campagne de presse d'extrême droite (Action française) l'accusant à tort d'avoir déserté pendant la Première Guerre mondiale.

## Situation personnelle

### Enfance et formation
Né le 30 mai 1890 au 19 rue Mirabeau dans le vieux quartier populaire lillois de Fives, Roger Henri Charles Salengro est issu de la moyenne bourgeoisie : son père Henri Salengro est entrepreneur en bonneterie, sa mère Anna Louise Herreman (1868-1938), institutrice publique. Il passe son enfance à Dunkerque, de 1891 à 1904 voire jusqu'en 1906. Élève très brillant du collège Jean-Bart, il y improvise une campagne électorale en soutien aux candidats de gauche à la mairie de Dunkerque.
Après la naissance de son frère Henri en 1904, les Salengro reviennent vivre à Lille, où Roger poursuit ses études au lycée Faidherbe et obtient son baccalauréat à 16 ans. Ses bons résultats lui permettent en 1907 d’être admis comme boursier au lycée Lakanal à Sceaux, en lettres supérieures. Le départ du foyer familial de son père en 1909 l'incite à rejoindre sa mère, son frère Henri et sa sœur Jeanne qui s'installent à Lambersart. Il s'inscrit à la faculté des lettres de Lille et s'engage plus intensément pour la cause socialiste. Militant SFIO, il devient responsable de la section de Lambersart où il rencontre Léonie Venant, ouvrière et militante qu'il épouse le 22 octobre 1919.
Dans ses années de jeunesse, il est initié en franc-maçonnerie au sein de la loge no 256 « La Fidélité » de la Grande Loge de France, à Lille.

### Grande Guerre
En 1912, il effectue son service militaire au sein du 33e RI et est inscrit au Carnet B pour avoir, pendant l'une de ses permissions, manifesté contre la loi des trois ans.
Le 2 août 1914, il est arrêté sur ordre du préfet du Nord, de même que tous les inscrits du département, contrairement aux instructions données par le ministre de l'Intérieur Louis Malvy de ne pas inquiéter les syndicalistes portés sur le carnet.
Libéré sur l'intervention de Gustave Delory, il rejoint son unité et participe aux combats d'Artois et de Champagne. Il est fait prisonnier le 7 octobre 1915 : coursier à vélo (c'est-à-dire estafette) du 6e bataillon du 33e RI, il est autorisé par son chef de section le lieutenant Deron à quitter sa tranchée et rampe pour aller rechercher dans le no man's land le corps de son ami le sergent Demailly, tué la veille. L'opération tourne mal et il est capturé par les Allemands : ses compagnons d'armes, qui entendent trois coups de feu, pensent qu'il a été tué. Quelques jours après sa disparition, le capitaine Arnould, chef de bataillon, classe l'affaire mais sa marraine de guerre reçoit un courrier de sa part racontant qu'il a été fait prisonnier de guerre. Arnould le soupçonne alors de désertion : le 20 janvier 1916, un Conseil de guerre le juge par contumace et l'acquitte par trois voix contre deux.
Il est détenu par les Allemands dans différents camps d'internement, dont le dernier est un camp disciplinaire en Prusse. Au cours de sa captivité, il est condamné par un tribunal militaire allemand avec 39 compagnons pour acte de désobéissance après avoir refusé de travailler dans une usine de munitions allemande. Il revient affaibli par ses trois années de détention (rapatrié sanitaire en avril 1918, il ne pèse alors plus que 42 kg) et se lance ensuite dans le journalisme et le militantisme.

## Parcours politique

### Débuts
Alors qu'il est étudiant, il adhère à la Section française de l'Internationale ouvrière (SFIO) et fonde un groupe d'étudiants collectivistes.
Devenu l'un des principaux animateurs de la SFIO dans le Nord, il est élu conseiller municipal de Lille sur la liste Gustave Delory et conseiller général dans le canton de Lille-Sud-Ouest. Il devient secrétaire administratif de la fédération socialiste du département.

### Maire et député de Lille
Roger Salengro succède à Gustave Delory comme maire de Lille en 1925 puis est réélu en 1929 à la suite de la démission d'Alexandre Bracke-Desrousseaux en sa faveur, avant d'être à nouveau élu en 1935. Il est également député à partir de 1928.
Roger Salengro, député SFIO, dépose en août 1931 une proposition de loi de « protection de la main d'oeuvre nationale », qui prévoit d'interdire l'entrée des étrangers en France pendant une période limitée, et de fixer un seuil de 10 % de travailleurs étrangers dans les entreprises, mais également un salaire égal entre travailleurs français et étrangers : elle n'est ni discutée ni votée dans l'hémicycle (la SFIO n'étant pas majoritaire) au contraire d'une autre issue de la droite, adoptée le 21 décembre 1931 (sous le gouvernement Pierre Laval) et promulguée le 10 août 1932. Cette loi, qui ne comporte quant à elle pas de volet salarial, prévoit d'interdire pendant une période la venue de nouveaux immigrés, et de limiter la proportion d'étrangers pouvant travailler dans les entreprises — Roger Salengro s'est abstenu sur cette proposition de loi, prenant en séance la défense des travailleurs étrangers et affirmant que ce n'est pas la présence d'immigrés qui crée du chômage. Selon l'historien Serge Berstein, spécialiste de la Troisième République, la position de la gauche de l'époque s'explique par le fait que le patronat français exploite alors activement la main-d'œuvre étrangère, notamment de Pologne et d'Italie, celle-ci lui permettant de faire baisser les salaires des ouvriers : les syndicats souhaitaient donc limiter le nombre d'immigrés venant travailler en France, dans un contexte où les conséquences de la Grande Dépression s'accroissent. À partir des années 1990, le Front national fera couramment référence à une prétendue « loi Salengro »qui aurait instauré la préférence nationale en matière d'emploi, et qui n'a donc jamais existé.
La loi de 1932 s'inscrit dans la lignée de beaucoup d'autres, qui ont pour objectif de limiter le nombre d'étrangers dans le marché du travail : les décrets Millerand, en 1889, et une loi en 1926. La loi ouvrant la voie à des quotas d'étrangers par entreprise ou par secteur, les patrons licencient prioritairement les étrangers dans les secteurs frappés par la crise : des centaines de milliers de Polonais, d'Italiens et de Belges, désormais dépourvus de contrat de travail, sont contraints à rentrer au pays. Cette mesure tend à aggraver la situation économique, selon l'historien Gérard Noiriel : « Avec le chômage, alors même que leurs bénéfices s’effondrent, les maîtres des forges doivent donc faire face à des dépenses d’entretien de la force de travail plus lourdes. La “solution” consistant à renvoyer les immigrés célibataires aggrave le problème, car les patrons se privent ainsi des avantages que représentait la mobilité d’une partie importante de la main-d’œuvre ». L'historien Benoît Bréville ajoute qu'« une fois les étrangers partis, les nationaux ne se sont pas pressés pour se faire embaucher dans les hauts-fourneaux, des emplois dangereux, mal payés, éreintants ».

### Ministre de l’Intérieur
En 1936, il devient, après la victoire du Front populaire, ministre de l'Intérieur dans le gouvernement de Léon Blum. En juin 1936, c'est lui qui annonce la signature des accords Matignon et qui présente les décrets sur la dissolution des ligues.

## Affaire Salengro

### Déroulement
Dès 1924, Roger Salengro fait l'objet de campagnes de presse virulentes. La presse communiste locale l'accuse d'avoir trahi la classe ouvrière et relaye une rumeur de désertion. Des journaux d'extrême droite l'attaquent régulièrement, notamment en raison de son action contre les ligues (loi sur la dissolution des ligues, projet de nationalisation des gazettes d'extrême droite) et de son appartenance à la franc-maçonnerie. Des rumeurs racontent que sa femme lui a été infidèle pendant qu'il était au front.
Une campagne de calomnie hostile débute le 10 juillet 1936 à la Chambre des députés lorsque le chef de file de l'opposition municipale à Lille, Henri Becquart, interpelle le ministre de la Guerre Daladier et lui demande d'éclaircir la situation du soldat Salengro. Le 14 juillet 1936, jour de la fête nationale, le quotidien royaliste du parti éponyme de Charles Maurras, L'Action française, s'empare du sujet et publie un article non signé s'indignant que Roger Salengro puisse s'incliner devant la tombe du soldat inconnu.
Le 21 août 1936, l'hebdomadaire d'extrême droite Gringoire publie un article qui pose la question « Roger Salengro, ministre de l'Intérieur, a-t-il déserté le 7 octobre 1915 ? » et met au défi le ministre de répondre.
L'Action française reprend et renforce les attaques les jours suivants et ses articles sont repris par d'autres journaux. Roger Salengro oppose démenti sur démenti aux accusations, mais fait chaque fois l'objet d'une nouvelle attaque.
Salengro ayant été coursier à vélo pendant la guerre, ses adversaires le surnomment volontiers le « cycliste Salengro » ; on le caricature à l'envi sous les traits d'un cycliste fuyant à vélo devant l'ennemi, et il est surnommé « le rétro-pédaleur » ; les rumeurs, dont certaines le présentent comme un alcoolique ou un homosexuel[réf. nécessaire], se multiplient. On dépose même sur la tombe de sa défunte femme Léonie (morte d'un cancer en 1935), en guise de couronne mortuaire, un vieux pneu usagé de vélo qu'il jette à terre de rage lors d'une visite à sa mère.
Bien que l'accusation de désertion ait été reconnue comme infondée des années auparavant, le soldat Salengro ayant en fait été capturé par l'ennemi, la polémique enfle durant l'été, dans un pays où le souvenir de la guerre demeure très vivace. Le 29 octobre 1936, une commission d'enquête dirigée par le général Gamelin délivre un rapport qui confirme l'innocence de Roger Salengro.
Le 13 novembre 1936, après un discours de Léon Blum et de lui-même à la tribune de la Chambre des députés, où il se défend tant bien que mal contre les mensonges dont il fait l'objet, la majorité parlementaire, qui reçoit le soutien des députés de la droite modérée, rejette par 427 voix sur 530 contre 63 les accusations de l’extrême droite, mais Gringoire, par la plume d'Henri Béraud, continue d'attaquer le ministre blanchi par le rapport Gamelin en l'affublant du sobriquet de « Proprengros ». L'opinion publique, influencée par ces attaques à répétitions, ne retient que le soupçon[réf. nécessaire].

### Suicide

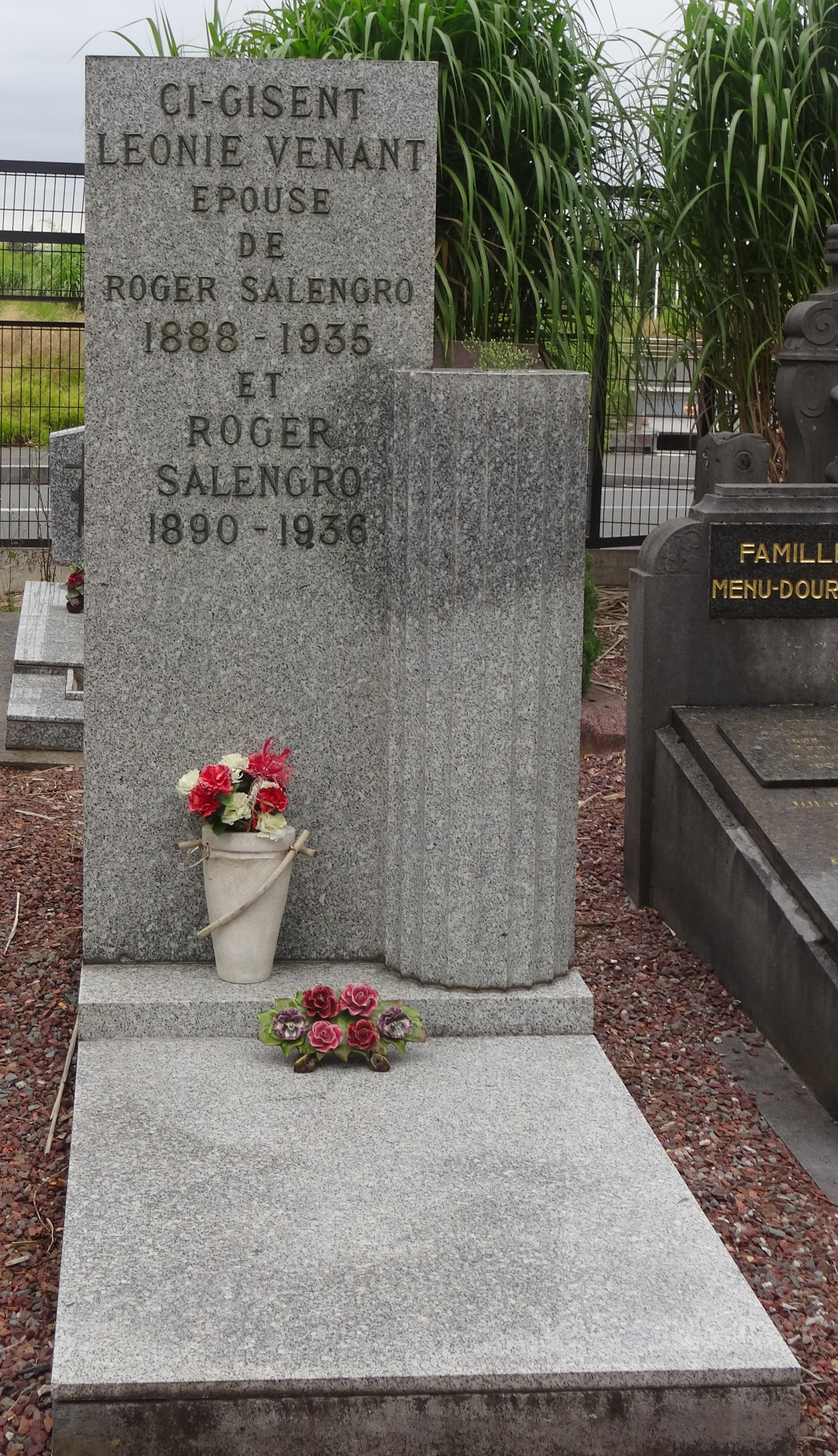
Tombe de Roger Salengro au cimetière de l'Est à Lille.

Le 17 novembre 1936, ne supportant plus les calomnies, le ministre de l'Intérieur, fragilisé et déprimé, décide de mettre fin à ses jours dans son appartement lillois situé au no 16, boulevard Carnot. Il organise sa mort en laissant en vue deux exemplaires de Gringoire et, dans son portefeuille, trois lettres testamentaires pour son frère, son ami de jeunesse et principal collaborateur Roger Verlomme, et Léon Blum. Il meurt quelques minutes après avoir ouvert les robinets de sa gazinière, non sans avoir pris soin de calfeutrer la porte et d'enfermer son chat dans une autre pièce de la maison. Il laisse en épitaphe sur une des lettres : « S'ils n'ont pas réussi à me déshonorer, du moins porteront-ils la responsabilité de ma mort. Je ne suis ni un déserteur, ni un traître. »
Le 22 novembre 1936, devant l'hôtel de ville de Lille, lors de ses obsèques rassemblant environ un million de personnes en métropole, Léon Blum rend hommage dans une oraison funèbre à son défunt ministre en accusant les journaux d'opposition de sa mort. Le chef du gouvernement déclare alors au sujet de Roger Salengro : « La France célèbre un socialiste populaire, modeste et têtu, à l'image des héros de cet âge d'or de la gauche ».

### Conséquences
Son éloge funèbre est prononcé à la Chambre des députés le 24 novembre 1936. Édouard Herriot demande une loi contre la calomnie et reçoit de vifs applaudissements. En décembre, la chambre basse vote une modification à la loi du 29 juillet 1881 sur la liberté de la presse, visant « à rendre la presse plus transparente financièrement et moins injurieuse dans son contenu », imposant que la plupart des délits de presse soient jugés par un tribunal correctionnel et non par un jury. La loi est cependant rejetée par le Sénat,.

## Hommages

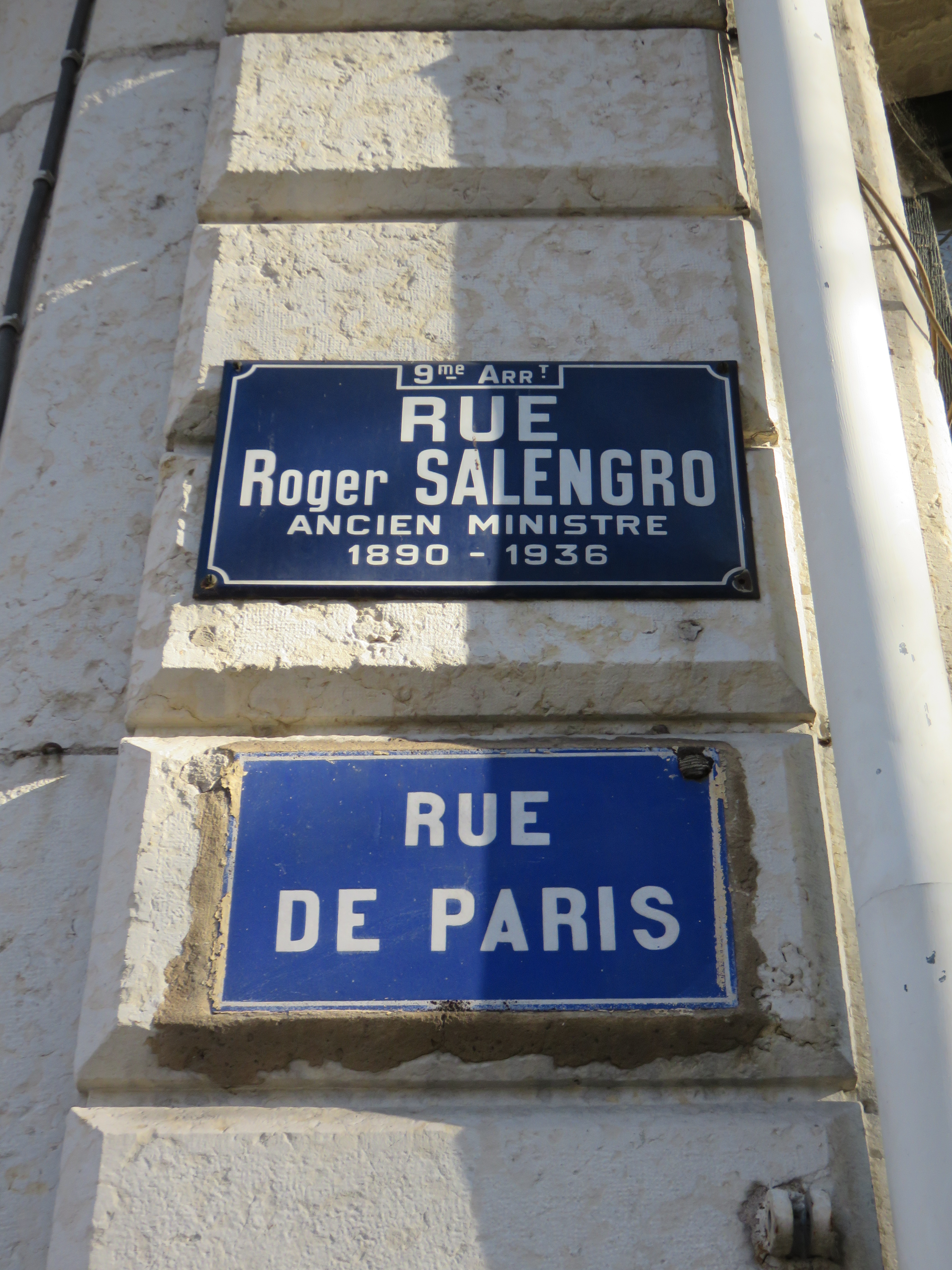
Plaques de rue dans le 9e arrondissement de Lyon.

En France, de nombreux odonymes notoires portent son nom dont :
- Place Roger-Salengro à Nantes
- Place Roger-Salengro à Toulouse
- Avenue Roger-Salengro à Chaville
- Avenue Roger-Salengro à Marseille
- Avenue Roger-Salengro à Villeurbanne
- Rue Roger-Salengro à Bondy
- Rue Roger-Salengro à Villetaneuse
- Parc Roger-Salengro à Nevers
- Parc Roger-Salengro à Clichy.

Un des hôpitaux du centre hospitalier régional universitaire de Lille porte son nom.

## Filmographie
- L'Affaire Salengro, téléfilm d'Yves Boisset, diffusé sur France 2 le 14 avril 2009, avec Bernard-Pierre Donnadieu dans le rôle de Roger Salengro.
- Roger Salengro, l'idéal et le réel, documentaire à base d'archives et de témoignages sur la vie de Roger Salengro, diffusé sur Wéo le 16 novembre 2011.
- Un extrait filmé d'un discours de Roger Salengro est repris dans le film Réfutation de tous les jugements, tant élogieux qu'hostiles, qui ont été jusqu'ici portés sur le film « La Société du spectacle » de Guy Debord, paru en 1975.